# TV100
TV100 war ein Türkischer Nachrichtensender innerhalb von 3N Medya. Eigentümer ist der Geschäftsmann Necat Gülseven.
Der Sender wurde am 15. Juli 2014 in Balıkesir von İsmail Uğur, dem Sohn des damaligen Bürgermeisters der Stadt Balıkesir, Ahmet Edip Uğur, gegründet und im September 2018 an Alican Değer verkauft. TV100, dessen Hauptsitz im April 2019 nach Istanbul verlegt und das von Necat Gülseven gekauft wurde, nahm am 6. Mai 2019 die Ausstrahlung wieder auf, wobei es sein Format und Layout  erneuerte.
Emre Buga präsentiert das Main News Bulletin des Senders. Er sendet in HD über Kanal Türksat. Er setzt seine Sendungen unter der 3N Media Group zusammen mit Show Radyo, Radyo Viva und BizimEV TV fort.